# Alessandro Gandini
Alessandro Gandini (Módena, 1807 - 1871) fue un compositor y escritor italiano. 
Hijo de Antonio Gandini, también compositor. En un principio se dedicó a la carrera militar, pero pronto se volcó completamente a la música, y a los 20 años estrenó su primera ópera, Demetrio, que alcanzó muy buena acogida y que le valió el cargo de adjunto de su padre en la dirección de la capilla de la corte de Módena, y en el que le sucedió a su muerte.

## Óperas
Además de la ópera ya citada, compuso las óperas siguientes,
- Zaira (1829)
- Isabella di Lara (1830)
- Maria di Brabante (1833)
- Adelaide di Borgorna (1841)

Además escribió: Cronisteria dai teatri di Modena da 1539 al 1871, publicada en Módena en 1873, después de su muerte: